# Skinnyman
Skinnyman, właściwie Alex Holland (ur. w 1974 r. w Leeds) – angielski raper.
Urodził się w Leeds, we młodości przeniósł się do Finsbury Park. Zainteresował się muzyka dzięki matce, która od jego narodzin puszczała muzykę reggae, funk czy soul.
W swojej karierze wydał jedyny solowy album pt Council Estate of Mind (2004).

## Dyskografia
- Council Estate of Mind (2004, Low Life)